# Iwate Grulla Morioka
L'Iwate Grulla Morioka (いわてグルージャ盛岡?, Iwate Gurūja Morioka) è una società calcistica giapponese con sede a Morioka, nella prefettura di Iwate. Dal 2025 milita in Japan Football League.
Grulla, presente all'interno del nome del club, è il termine spagnolo per indicare la gru, che era usata nel mon del clan Nanbu nell'antico han di Morioka.

## Storia
Inizialmente noto come Villanova Morioka (ヴィラノーバ盛岡?, Viranōba Morioka), il club fu fondato dagli studenti della Morioka Commercial High School e della Morioka Chuo High School nel 2000.
A seguito della fondazione nel 2003 dell'associazione non profit Association of Setting Up a J. League Team in Morioka (Jリーグチームを盛岡に作る会?, J Rīgu chīmu wo Morioka ni tsukuru kai), la squadra venne riorganizzata e cambiò nome in Grulla Morioka (グルージャ盛岡) nel febbraio 2004 con l'obiettivo di approdare nella J. League entro il 2008.
Sotto la nuova gestione fu ingaggiato come allenatore e capitano della squadra l'ex calciatore Shin'ichi Mutō per guidare un gruppo composto da giocatori provenienti in parte dall'estinta Villanova Morioka e in parte da squadre della J2 League. Nel 2004, grazie alla vittoria nella seconda divisione della Tohoku Soccer League, il Grulla Morioka fu promosso nella prima divisione del medesimo campionato regionale.
Nel 2013, vincendo la Regional Promotion Series, la squadra fu promossa direttamente nella neonata J3 League, saltando a piè pari la Japan Football League.
Nel 2019, il club mutò nome in Iwate Grulla Morioka, adottando anche un nuovo stemma societario.
Nel 2021, conquistò per la prima volta la promozione in J2 League tramite il 2º posto ottenuto in campionato al termine della stagione. La permanenza in seconda serie durò, tuttavia, solo un anno poiché nel 2022 retrocesse nuovamente. Nel 2024, l'ultima posizione in classifica in J3 League valse un'ulteriore retrocessione in Japan Football League, quarta serie nipponica.

## Allenatori
- 2003  Shinobu Yoshida
- 2004-2005  Shin'ichi Mutō
- 2006-2010  Toru Yoshida
- 2012-2016  Naoki Naruo
- 2016  Akihiko Kamikawa
- 2017-2020  Toshimi Kikuchi
- 2020-2023  Yutaka Akita
- 2023  Yoshika Matsubara
- 2023-2024  Tetsuji Nakamikawa
- 2024-Oggi  Takuya Jinno

## Rosa 2024
Statistiche aggiornate al 27 agosto 2024.
| N. |                           | Ruolo | Calciatore        |
| -- | ------------------------- | ----- | ----------------- |
| 1  | Giappone (bandiera)       | P     | Takuo Ōkubo       |
| 3  | Giappone (bandiera)       | D     | Ryō Saitō         |
| 4  | Giappone (bandiera)       | D     | Daisuke Fukagawa  |
| 5  | Giappone (bandiera)       | D     | Maaya Sako        |
| 6  | Giappone (bandiera)       | D     | Shunki Takahashi  |
| 7  | Giappone (bandiera)       | A     | Shumpei Fukahori  |
| 8  | Giappone (bandiera)       | C     | Tsubasa Yuge      |
| 9  | Giappone (bandiera)       | A     | Ken Tokura        |
| 10 | Nigeria (bandiera)        | A     | Kenneth Otabor    |
| 11 | Giappone (bandiera)       | C     | Sōta Kiri         |
| 13 | Giappone (bandiera)       | C     | Daiki Kogure      |
| 14 | Giappone (bandiera)       | C     | Kōki Matsubara    |
| 15 | Giappone (bandiera)       | C     | Tōi Kagami        |
| 16 | Corea del Nord (bandiera) | D     | Ryu Se-gun        |
| 17 | Giappone (bandiera)       | C     | Ryō Niizato       |
| 18 | Giappone (bandiera)       | A     | Tsuyoshi Miyaichi |
| 19 | Giappone (bandiera)       | A     | Miyū Satō         |
| 20 | Giappone (bandiera)       | D     | Shōta Shimogami   |
| 21 | Giappone (bandiera)       | P     | Agashi Inaba      |

| N. |                          | Ruolo | Calciatore          |
| -- | ------------------------ | ----- | ------------------- |
| 22 | Giappone (bandiera)      | D     | Daigo Nishi         |
| 23 | Giappone (bandiera)      | C     | Kōki Toyoda         |
| 24 | Giappone (bandiera)      | D     | Shūsei Yamauchi     |
| 25 | Giappone (bandiera)      | D     | Yuzuki Yamato       |
| 27 | Giappone (bandiera)      | D     | Kaio Yabunaka       |
| 29 | Giappone (bandiera)      | C     | Kōki Mizuno         |
| 30 | Giappone (bandiera)      | C     | Shūto Adachi        |
| 31 | Corea del Sud (bandiera) | P     | Kim Sung-kon        |
| 32 | Giappone (bandiera)      | C     | Mamoru Kamisasanuki |
| 33 | Corea del Sud (bandiera) | D     | Lee Byung-chan      |
| 39 | Giappone (bandiera)      | A     | Shuntarō Kawabe     |
| 41 | Giappone (bandiera)      | C     | Hiroto Domoto       |
| 44 | Giappone (bandiera)      | D     | Eiru Aratama        |
| 45 | Giappone (bandiera)      | A     | Hayata Mizuno       |
| 46 | Giappone (bandiera)      | C     | Atsutaka Nakamura   |
| 51 | Giappone (bandiera)      | D     | Kōta Fukatsu        |
| 77 | Giappone (bandiera)      | C     | Kanta Komatsu       |
| 88 | Corea del Sud (bandiera) | C     | Kim Jae-young       |